# Бондаренко Ігор Самійлович
Ігор Самійлович Бондаренко (нар. 20 листопада 1964, с. Воробйове, Сакський район, Кримська область) — український підприємець з Мукачева, державний службовець. Голова Закарпатської обласної державної адміністрації з 5 липня по 26 грудня 2019 року.

## Життєпис
Народився в сім'ї службовця. Закінчив загальноосвітню школу № 13, м. Євпаторія (1982).
Закінчив Сімферопольське вище військово-політичне будівельне училище (1986), Національну академію державного управління при Президентові України (2005), Національну академію внутрішніх справ (2012). Кандидат наук з державного управління (2010).
Серпень 1986 — грудень 1988 — служба у в/ч 93408, м. Мукачево.
Січень 1989 — серпень 1992 — служба на посадах офіцерського складу у в/ч 11326, м. Мукачево.
1992 рік — звільнився з військової служби (у зв'язку із скороченням Збройних сил).
Липень 2002 — лютий 2003 — перший заступник голови Мукачівської райдержадміністрації (РДА).
Лютий — серпень 2003 — заступник голови Мукачівської РДА.
Квітень — листопад 2005 — помічник-консультант народного депутата Миколи Оніщука.
Листопад 2005 — квітень 2008 — аспірант Національної академії державного управління при Президентові України.
На виборах до ВРУ 2007 року — кандидат у народні депутати від Виборчого блоку Людмили Супрун — Український регіональний актив, № 93 у виборчому списку. Член Народно-демократичної партії.
Квітень 2008 — липень 2010 — директор Адміністративного департаменту Міністерства юстиції України.
26 червня 2019 року Кабінет Міністрів підтримав призначення Бондаренка на посаду голови Закарпатської ОДА. Власник кондитерських «Бондаренко».
З 5 липня до 26 грудня 2019 — голова Закарпатської обласної державної адміністрації, звільнений Зеленським «у зв'язку з відсутністю результатів».

## Особисте життя
Одружений, має доньку.